# 從地心竄出5：血脈傳承
《從地心竄出5：血脈傳承》（英語：Tremors 5: Bloodlines）是一部2015年美國怪獸喜劇片，由唐·麥可·保羅執導，麥可·葛羅斯和傑米·甘迺迪主演。本片為十一年前《從地心竄出4》（2004年）的續集和《從地心竄出》系列的第五部電影，講述冒險家伯特·甘莫（Burt Gummer，葛羅斯飾演）這回來到南非追捕加博巨蟲（Graboid），但卻發現此處的巨蟲比北美洲的品種更加強勢，同時他還多了一位新攝影師崔維斯·B·威克（Travis B. Welker）跟隨。電影於2015年10月6日在美國以DVD首映發行，評價兩極分化。

## 劇情
伯特·甘莫現在是生存網路節目的名人，他和新攝影師崔維斯·B·威克受到南非野生動物部人士艾里奇·范·威克和約翰·德雷爾的聘請，前往南非獵捕爆屁獸（Ass Blasters）。在飛往該處的過程中，伯特與飛行員丹恩·布拉夫結為朋友。當伯特的重型武器因南非槍支法而被扣押時，艾里奇向他們提供了他收集的一小部分槍支，伯特抗議說他們的口徑太小而無法殺死怪物。團隊在動物醫院內搭建了宿舍，崔維斯與一個名叫阿瑪兒小女孩交了朋友，不久就被女孩的母親南蒂迷倒，使他與當地人巴魯蒂相互競爭，後者也愛上了南蒂。
兩名古生物學家在一次挖掘中發現了一塊古怪的化石的遺跡后慶祝，但他們遭到襲擊並被吃掉。調查現場後，伯特看到了化石，並意識到這是另一種加博巨蟲（Graboid）。崔維斯與南蒂參加當地部落舞蹈時，一個名叫塔巴的工人遭到了一隻爆屁獸襲擊並被帶走。伯特與艾里奇、德雷爾一起前往營救，並下令撤離所內的人們。他們在山洞中找到了爆屁獸，但德雷爾被天上掉落的著火爆屁獸壓死。當伯特發現爆屁獸產下的加博巨蟲卵時，艾里奇威脅他將其交出，原來他是一名盜獵者，計劃在黑市上出售這些卵。他將伯特鎖在一個金屬籠子裡後離開，伯特則因被關在其中而陷入瘋狂。
第二天，崔維斯找到了伯特，但當卡車出故障時，他們步行返回醫院。在沙漠中，他們發現艾里奇毀壞的車輛，艾里奇本人隨後被一隻巨大的加博巨蟲吞噬，後者有可分離和獨立行動的觸手；牠被伯特戲稱為「女王婊」（The Queen Bitch）。伯特同意讓崔維斯進入山洞，用手榴彈摧毀巢穴，與此同時，他聯繫飛行員丹恩開直昇機過來。在山洞中，崔維斯炸毀了一隻爆屁獸但沒有摧毀巢穴。當丹恩到達時，伯特設法用他的直昇機上的火箭摧毀了巢穴。
一度被吞噬的丹恩倖存，並將他們帶回卡車及給予汽油。崔維斯中途告訴伯特，自己實際上是他在40年前在佛羅里達州一夜情的兒子。聽說伯特的功績後，崔維斯想和他父親一樣。在醫院，南蒂、阿瑪兒與巴魯蒂遭爆屁獸襲擊，並相繼殺死一隻爆屁獸和加博巨蟲。他們前往該村莊，在那他們發現阿瑪兒藏有一顆加博巨蟲的卵，這就是為什麼這些生物不斷進攻的原因。三人組再次受到攻擊，在混亂中，阿瑪兒抱著卵獨自逃走。伯特和崔維斯抵達，發現了女王婊的觸角困住了阿瑪兒；崔維斯騎摩托車並引開襲擊而來的女王婊前，將卵交給南蒂，好讓巴魯蒂救出阿瑪兒。
女王婊到達後，南蒂建議利用每天的暴雷殺死牠。村民建造陷阱後，崔維斯將女王婊引了回來。被金屬陷阱吸引的雷電擊毀了卵和女王。村子恢復平靜後，眾人歡欣鼓舞。之後，伯特接受崔維斯作為他的兒子，邀請他加入自己的工作。在片尾片段揭示，伯特和崔維斯現在是伯特真人秀節目的主持人，他們殺死了全球各地的各種怪物。

## 演員
- 麥可·葛羅斯飾演伯特·甘莫（Burt Gummer）
- 傑米·甘迺迪飾演崔維斯·B·威克（Travis B. Welker）
- 珀爾·塔斯（英语：Pearl Thusi）飾演南蒂·蒙塔布醫生（Dr. Nandi Montabu）
- 雷亞·瑞加卡（Rea Rangaka）飾演巴魯蒂（Baruti）
- 布蘭登·歐瑞特（英语：Brandon Auret）飾演約翰·德雷爾（Johan Dreyer）
- 諾麗莎·祖魯（Nolitha Zulu）飾演阿瑪兒·蒙塔布（Amahle Montabu）
- 丹尼爾·詹克斯（Daniel Janks）飾演艾里奇·范·威克（Erich Van Wyk）
- 塞洛·希波史尼（Sello Sebotsane）飾演塔巴（Thaba）
- 伊恩·羅伯茲（英语：Ian Roberts (South African actor)）飾演丹恩·布拉夫（Den Bravers）
- 娜塔莉·貝克爾（英语：Natalie Becker）飾演露西亞（Lucia）
- 艾曼紐·卡斯蒂斯（英语：Emmanuel Castis）飾演麥可·史旺博士（Dr. Michael Swan）
- 勞倫斯·喬夫（Lawrence Joffe）飾演巴森（Basson）

## 製作
《從地心竄出4》（2004年）的十一年後，環球影業再次推出《從地心竄出》電影。這也是系列電影中第一部沒有系列開發者踩踏娛樂參與的作品，該公司創始人兼編劇S·S·威爾森和布蘭特·邁多可也未回歸。環球影業選擇保留所有創意控制權。

## 化石發現
南非金山大學的一支團隊對電影中使用的洞穴進行了檢查，發現了原始人的化石。發現的第一塊化石是在劇組留下一些塗鴉下方、洞穴地板上的一塊岩石中。

## 備註
1. 也稱作《從地心竄出5》[2]。

## 外部連結
- 互联网电影数据库（IMDb）上《從地心竄出5：血脈傳承》的资料（英文）